# Битва при Форбии
Битва при Форбии — сражение, произошедшее 17—18 октября 1244 года между союзными армиями крестоносцев и Айюбидов Дамаска и Керака с одной стороны и египетской армией Айюбидов султана ас-Салих Айюба, усиленной хорезмийскими наёмниками.

## Предыстория
Захват Иерусалима хорезмийцами в августе 1244 года вызвал большую тревогу как среди христианских, так и мусульманских правителей. Аль-Мансур Ибрагим, эмир Хомса, и ан-Насир Дауд, правитель Керака, присоединились к тамплиерам, госпитальерам, тевтонцам и остальным силам Иерусалимского королевства, чтобы противостоять египетскому султанату.
Две армии встретились у Хирибийи (Форбии) — маленькой деревне к северо-востоку от Газы. Аль-Мансур Ибрагим лично командовал 2-тысячным отрядом кавалерии и отрядом войск из Дамаска. Общее руководство христианскими отрядами осуществлял Готье IV де Бриенн, граф Яффы и Аскалона, хотя коннетабль Иерусалима Филипп де Монфор тоже присутствовал в войсках. Христианская армия состояла из примерно 1000 всадников и 6000 пехотинцев. В Трансиордании находились силы под командованием Сунгура аль-Захири и аль-Вазири, они насчитывали около 2000 бедуинов. Египетская армия под командованием офицера мамлюков по имени Рукн ад-Дин Бейбарс лишь немного уступала по силе своим противникам.
Аль-Мансур Ибрагим посоветовал союзникам укрепить свой лагерь и принять оборонительную позицию, рассчитывая рассеять недисциплинированных хорезмийцев и оставить египтян в невыгодном положении. Однако Готье IV де Бриенн не желал отказываться от боя, поскольку он имел численное преимущество, что было редкостью для христиан Отремера. Союзная диспозиция была следующей: христиане на правом фланге, недалеко от побережья, эмиры Хомса и Дамаска в центре, бедуины слева.

## Битва
Битва началась утром 17 октября с атак христианских рыцарей на ряды египтян. Египетская армия удерживала свои позиции. Утром 18 октября Бейбарс возобновил битву и бросил хорезмийцев против войск Дамаска в центре союзной линии. Центр был проломлен в результате их яростной атаки, после чего хорезмийцы ударили в левый фланг союзной армии и быстро рассеяли бедуинов. Кавалерия эмира сражалась упорно, но была почти полностью уничтожена. Аль-Мансур Ибрагим, наконец, увел с поля боя 280 выживших — все, что осталось от его войск.
Под угрозой атаки хорезмийцев с фланга крестоносцы ринулись на мамлюков, стоявших напротив них, и первоначально имели успех, вызвав беспокойство Бейбарса. Но натиск крестоносцев постепенно потерял импульс, поскольку хорезмийцы атаковали их с тыла и флангов, защищённых неорганизованной пехотой. Хорошо вооружённые рыцари упорно сражались, но также не устояли.
Более 5000 крестоносцев погибли, 800 попали в плен, в том числе Готье IV де Бриенн, Гийом де Шатонёф, магистр госпитальеров, и констебль Триполи. Из рыцарей орденов уцелели лишь 33 тамплиера, 27 госпитальеров и 3 тевтонских рыцаря. Филипп де Монфор и патриарх Иерусалимский бежали в Аскалон. Магистр тамплиеров Арман де Перигор, архиепископ Тирский, епископ Лидды и Рамлы были убиты.

## Последствия
Папа Иннокентий IV на Первом Лионском соборе в 1245 году призвал к новому крестовому походу, но франки уже никогда не смогли восстановить свою власть на Святой Земле. Иерусалимское королевство оказалось в ещё более тяжелом положении после битвы при Форбии, чем до неё. Оно больше было не в состоянии выставить столь же большую армию, как в битве при Хаттине, и больше не проводило наступательных операций. Победа не принесла успеха Айюбидам. Хорезмийцы взбунтовались и были разбиты в 1246 году под Эль-Мансуром. Рукн ад-Дин Бейбарс присоединился к хорезмийцам, а позже был арестован ас-Салих Айюбом и умер в тюрьме.